# فونتن‌بلو
فونتنبلو (به فرانسوی: Fontainebleau) یک کمون در فرانسه است که در کانتون فونتن‌بلو واقع شده‌است.

## خصوصیات
فونتنبلو ۱۷۲٫۰۵ کیلومترمربع مساحت و ۱۶٬۲۳۶ نفر جمعیت دارد و ۶۹ متر بالاتر از سطح دریا واقع شده‌است.

## خواهرخوانده
شهرهای کنستانتس، سیم ریپ، لودی، لمباردی و منطقه ریچموند آپون تیمز لندن خواهرخوانده‌های فونتنبلو هستند.

## نگارخانه

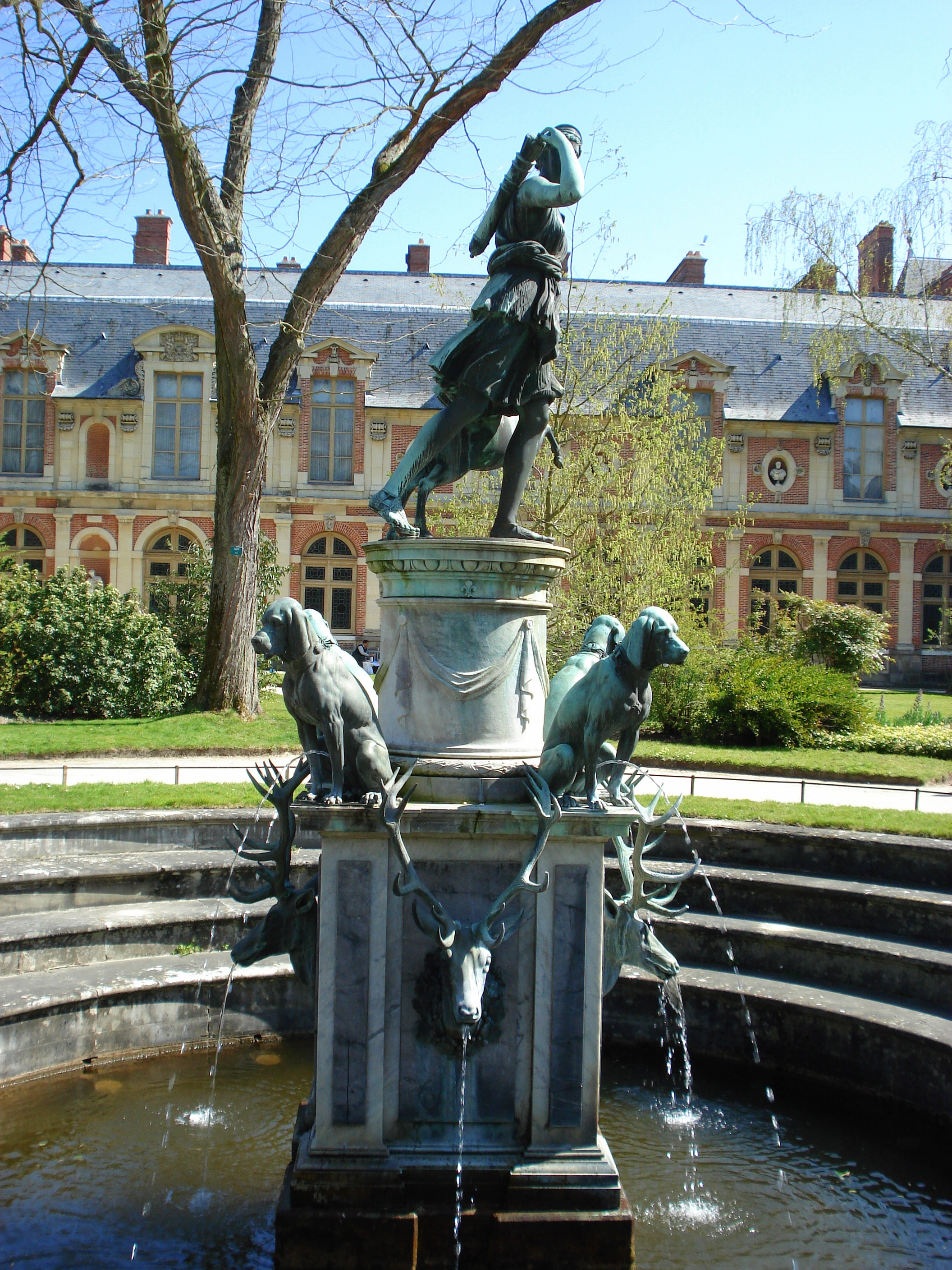
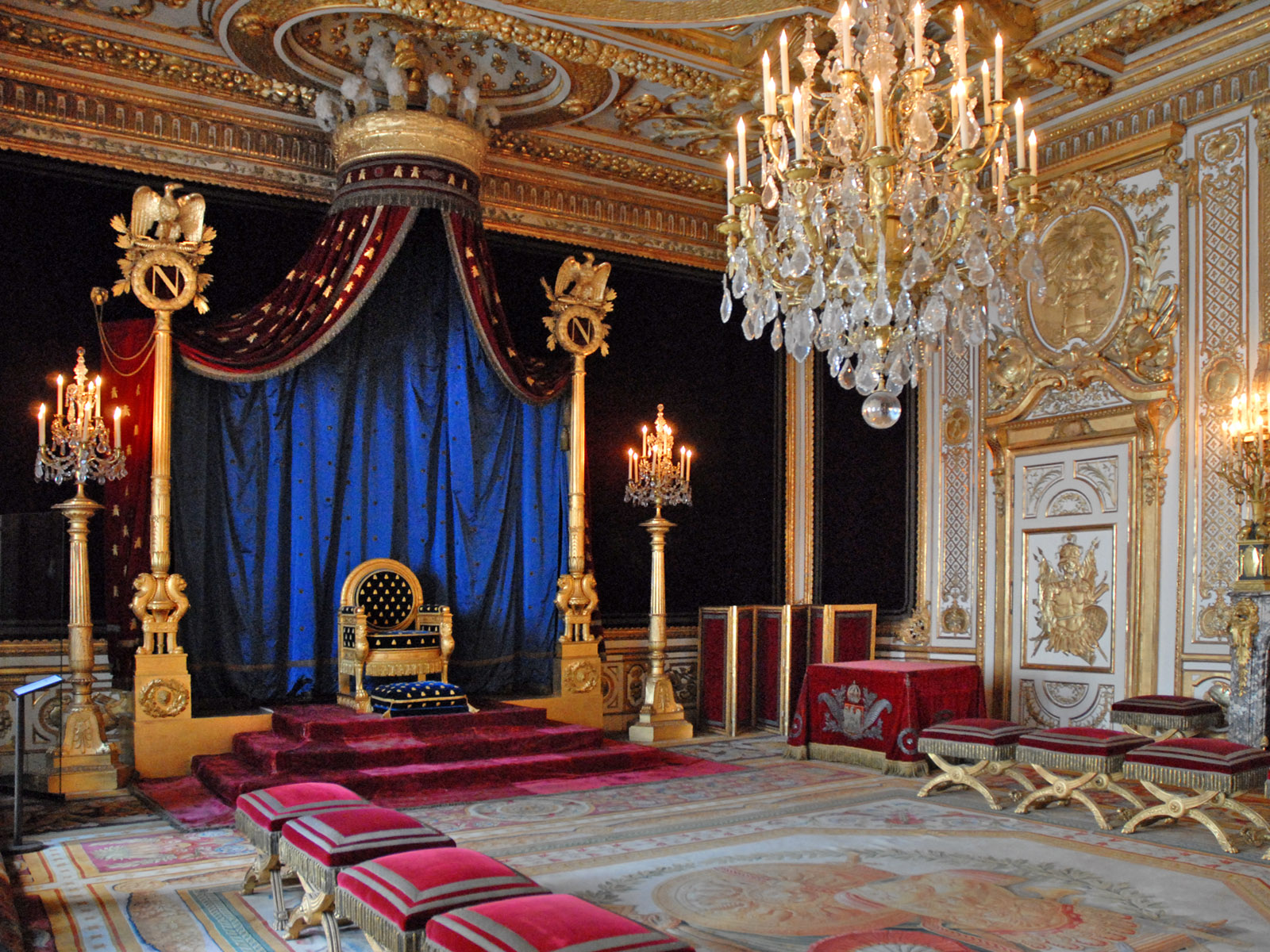